# Radargerät

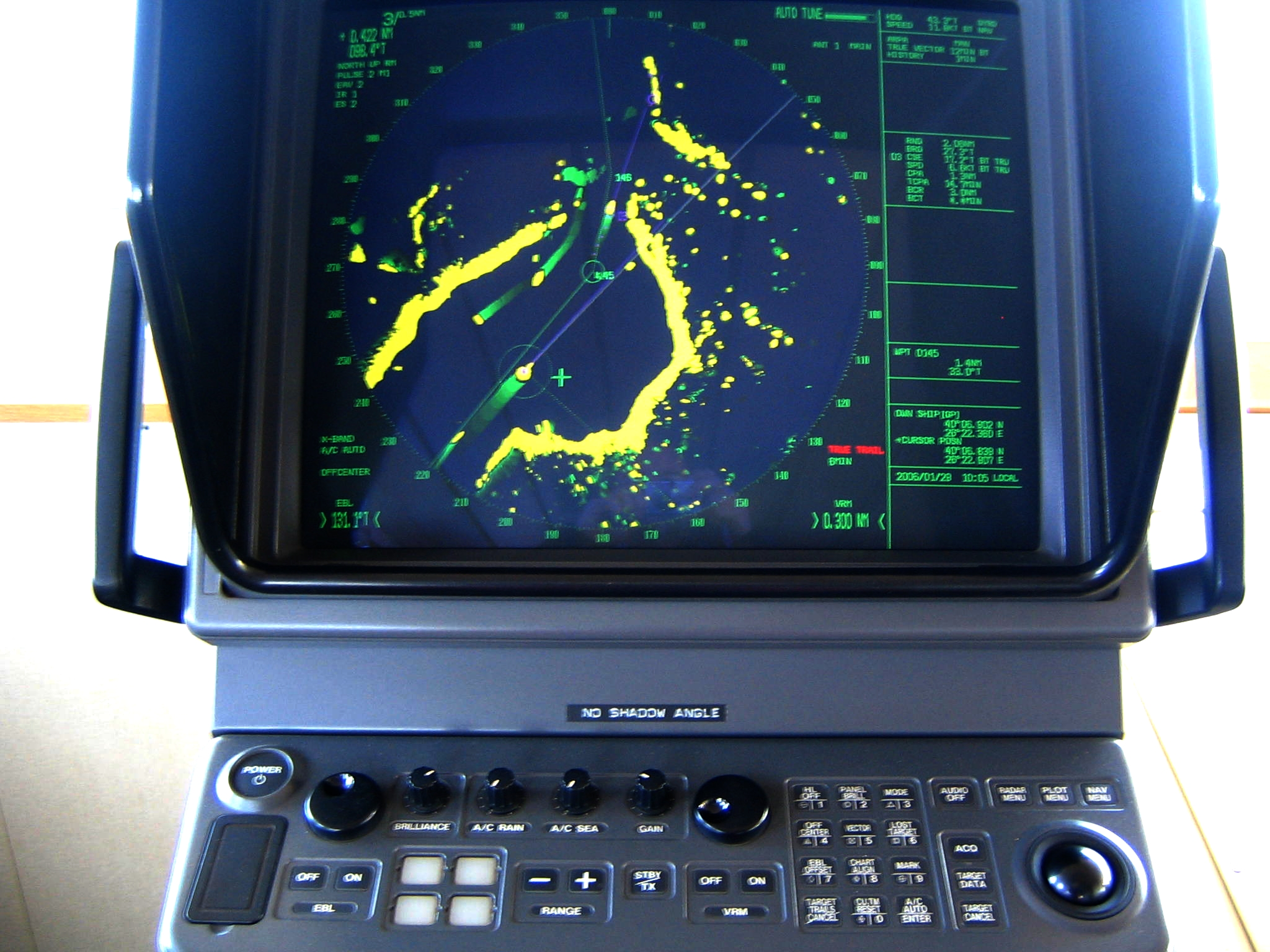
Radargerät auf einem Schiff

Als Radargeräte werden Sensoren bezeichnet, die nach einem Radarverfahren entweder bildgebend oder nicht-bildgebend Informationen über vom Standort des Radars entfernte Objekte geben. Eingeteilt werden Radargeräte auch nach dem hauptsächlichen Verwendungszweck.

## Wetterradar
Als Wetterradar werden fast alle Radargeräte bezeichnet, die vorwiegend zur Erfassung von Wetterdaten dienen. Wetterradargeräte werden unterteilt in Niederschlagsradargeräte, Wind Profiler und Cloud-Profiling-Radargeräte.

## Küstenschutzradar
Radargeräte, die als Küstenschutzradar eingesetzt werden, sollen vorwiegend Schiffe und Boote auf dem Wasser orten.
Gegenüber einem Luftverteidigungsradar müssen sie einige Besonderheiten aufweisen. So nutzen sie Antennen mit einem invertierten Cosecans²-Diagramm, um eine möglichst gleichmäßige Ausleuchtung der Wasseroberfläche zu erreichen und unerwünschte Echos von Flugzeugen zu verringern.
Neben der früher vorwiegend militärischen Nutzung werden Küstenschutzradargeräte jetzt mehr zur Entdeckung der Boote von Schmugglern und von illegalen Einwanderern zum Beispiel im Mittelmeerraum und auf den Kanarischen Inseln eingesetzt.

## Navigationsradar
Sowohl für Flugzeuge als auch für Schiffe und Boote werden Navigationsradargeräte eingesetzt, die meist im Ku-Band oder Ka-Band arbeiten. Es sind bildgebende Radargeräte, ausgeführt als Impulsradar oder Dauerstrichradar, die einen Rundsichtbetrieb (oder nur einen Sektorausschnitt davon) ermöglichen. Die Anzeige geschieht meist im „Skin Paint Mode“. Bedingt durch die unterschiedlichen Erfordernisse der Datengewinnung werden verschiedene Antennendiagramme genutzt: Fächer-Diagramm für luftgestützte Navigationsradare beziehungsweise auch invertierte Cosecans²-Diagramme in der Seefahrt.
Die Dopplerfrequenz wird im Navigationsradar nicht mehr zur Erkennung bewegter Ziele genutzt, da die Eigenbewegung des Radars dem empfangenen Echosignal überlagert ist. Die Dopplerfrequenz wird in luftgestützten Geräten zu einer Verbesserung der Winkelauflösung verwendet. Die meisten in der Schifffahrt verwendeten Navigationsradare werten die Dopplerfrequenz jedoch nicht aus, da auch Festziele wie Küstenlinien durch die schiffs- oder bootseigene Bewegung eine Dopplerfrequenz erhalten. Das Echosignal der Meereswellen (Seaclutter) wird durch die Radarsignalverarbeitung nur aufgrund der geringeren Amplitude mit Hilfe von Schwellwertschaltungen in der Anzeige unterdrückt.
Navigationsradargeräte für kleinere Boote und Yachten werden auch als FMCW-Radar ausgeführt. Diese Geräte verwenden eine wesentlich geringere Leistung (im Bereich 100 mW) als Impulsradargeräte mit meist einem Magnetron als selbsterregten Hochfrequenzgenerator (etwa 4 kW). Neben der Sicherheit für die Besatzung ist auch der wesentlich reduzierte Stromverbrauch als Vorteil zu nennen.

## Bodenradargeräte
Zur Kartierung oder Untersuchung von Böden bzw. der oberen Boden Schichten der Erdkruste werden spezielle Radargeräte eingesetzt, die mit unterschiedlichen Radar-Technologien arbeiten. Solche Geräte finden sowohl in der Geodäsie, als auch beim Militär Anwendung.

## Flugsicherungsradargeräte
| Flugsicherungsradargeräte | Flugsicherungsradargeräte | Flugsicherungsradargeräte |
| en-route                  | ASR                       | PAR                       |
| ------------------------- | ------------------------- | ------------------------- |
| - SRE-M                   | - ASR-910 - Star-2000     | - AN/FPN-36 - PAR-80      |

Flugsicherungsradargeräte werden von Fluglotsen genutzt, um die Sicherheit des Flugverkehrs zu gewährleisten. Häufige Anwendungen von Flugsicherungsradargeräten (im Air Traffic Management „ATM“) sind zum Beispiel:

### „En Route“ Radargeräte
„En Route“ (Luftstraßen-)Radargeräte
arbeiten bis zu einer Reichweite von etwa 450 km. Sie überwachen den Flugverkehr (s. En-route-Radar) außerhalb der besonderen Flugplatzbereiche (s. Nahverkehrsbereich).

### Airport Surveillance Radar (ASR)
Diese Flughafen-Überwachungs-Radargeräte nutzen Fluglotsen zur Luftraumüberwachung. Es hilft ihnen, sämtliche Flugbewegungen rund um den Flugplatz im Überblick zu behalten und den ständig wachsenden Flugverkehr auf eine sichere, ordentliche, schnelle Art sicherzustellen. Üblicherweise arbeiten die ASR im E-Band bis zu einer Reichweite von 60 Nautischen Meilen (ca. 120 km).

### Präzisionsanflug- und Präzisionslanderadarsysteme (PAR)
Das Präzisionsanflugradar führt das den Flugplatz anfliegende Flugzeug auch unter schlechten Sichtbedingungen sicher zur Landung. Mit dem Radargerät werden Flugzeuge während der letzten Anflug- und Landephase aufgefasst und begleitet. Die Abweichungen von der idealen Anfluglinie werden dem Piloten über Funk übermittelt.

### Flugfeldüberwachungsradargeräte
Bei Nebel oder schlechter Sicht zeigen Flugfeldüberwachungsradargeräte (engl.: Surface Movement Radar „SMR“) der Towerbesatzung das gesamte Flugfeld auf einem Bildschirm an. Mit extrem kurzen Sendeimpulsen im Nanosekundenbereich und einer sehr hohen Sendefrequenz (J- bis X-Band) können diese Radargeräte bei sehr hohem Auflösungsvermögen auch kürzeste Entfernungen messen.
Neuere Geräte nutzen den Frequenzbereich oberhalb von 90 GHz und überwachen einen Entfernungsbereich von einigen hundert Metern. Das gesamte Radargerät mit einer hocheffektiven Patchantenne passt in ein Radom in der Größenordnung einer Rundumkennleuchte. Eine Vielzahl von diesen Radargeräten werden auf dem Flugfeld verteilt und speisen ihre Radarinformation in ein Netzwerk ein.
Die Verfügbarkeit von Radargeräten im Bereich 94 GHz ermöglicht, Radargeräte zur automatisierten Kontrolle der Start- und Landebahnen auf Fremdkörper (Schutz vor FOD) während des Flugbetriebs zu verwenden. Diese Radargeräte sind trotz drehender Parabolantenne nicht viel größer als eine Rundumleuchte und können in großer Zahl auf Flugplätzen entlang der Taxiways eingesetzt werden. Gleichzeitig überwachen sie das Flugfeld und melden Fahrzeug- und Personenbewegungen.

## Luftverteidigungsradargeräte
| Luftverteidigungsradargeräte                   | Luftverteidigungsradargeräte        | Luftverteidigungsradargeräte |
| Luftwaffe                                      | Marine                              | Heer                         |
| ---------------------------------------------- | ----------------------------------- | ---------------------------- |
| - RRP 117 - AN/FPS-8 - HADR - MPR - RAT 31DL/M | - S1850M - SMART-L - LW 08 - TRS-3D | - LÜR - RAC 3D - NBR         |

Luftverteidigungsradargeräte orten Flugziele bereits in großer Entfernung und messen deren Position, Kurs und Geschwindigkeit. Die maximale Reichweite von Luftverteidigungsradargeräten kann demzufolge 450 km (und oft mehr!) bei einer vollen 360° Rundumsicht betragen.
Luftverteidigungsradargeräte werden in Frühwarnsystemen verwendet, um anfliegende feindliche Flugzeuge und Raketen bereits in großer Entfernung zu orten. Denn nur eine rechtzeitige Alarmierung der Luftverteidigung kann einen Angriff erfolgreich abwehren. Sowohl FLAK (Flugabwehrkanonen) als auch FLARak (Flugabwehrraketen) und Jagdflieger benötigen eine Vorwarnzeit, ehe sie gefechtsbereit sind. Die Entfernungs- und Seitenwinkelinformationen der Luftverteidigungsradargeräte werden dann auch als Zielzuweisung für Zielverfolgungsradar und Waffensysteme verwendet.
In schwierigem Gelände, in welchem zum Beispiel durch tiefe Gebirgstäler eine Radar-Rundumsicht nicht möglich ist, werden sogenannte Tieffliegererfassungsradar (GAP-Filler) eingesetzt. Das sind kleinere, meist sehr mobile Radargeräte mit kleiner bis mittlerer Reichweite, die ihre Radardaten in ein Netzwerk einspeisen und somit in Zusammenarbeit mit Weitbereichsradargeräten ein lückenloses Radarbild ermöglichen. Ein solches Tieffliegererfassungsradar zur Luftraumüberwachung ist das RAC 3D „Flamingo“, welches im österreichischen Bundesheer verwendet wird.

## Gefechtsfeldradar
Zur Aufklärung des Gefechtsfeldes und zur eigenen Luftverteidigung hat das Heer spezialisierte Radargeräte mit meist geringerer Sendeleistung im Einsatz.

### Aufklärungsradar
Kleine mobile Radargeräte überwachen das Gefechtsfeld und ermöglichen dem Bediener auch bei Dunkelheit und schlechter Sicht einen Überblick über die Bewegungen des Gegners, wie z. B. die Gefechtsfeldradarsysteme des Heeres Radargerät Rasura und RASIT gegen abgesessene Infanterie und Fahrzeuge, das Gefechtsfeld-, See- und Küstenüberwachungsradar BOR-A 550 oder das Tieffliegeraufklärungsradar DR-151.

### Waffenleitradar
| Waffenleitradar      | Waffenleitradar  | Waffenleitradar |
| Artillerieaufklärung | Raketenleitradar |                 |
| -------------------- | ---------------- | --------------- |
| - ARTHUR - COBRA     | - Patriot        |                 |

Mit Hilfe dieser Radarsysteme werden Rohrwaffen und Raketen ausgerichtet und an das Luftziel herangeleitet. Beispiele für Waffenleitradar sind:
- Artillerieaufklärungsradar
- Raketenleitradar